# Laticauda saintgironsi
Laticauda saintgironsi är en ormart som beskrevs av Cogger och Heatwole 2005. Laticauda saintgironsi ingår i släktet Laticauda och familjen giftsnokar och underfamiljen havsormar. Inga underarter finns listade i Catalogue of Life.
Arten förekommer i Nya Kaledonien och vid angränsande ögrupper. Den vistas främst i havsvattnet till ett djup av 80 meter. Individerna jagar huvudsakligen ålfiskar. De besöker även landet upp till 100 meter över havet och honor lägger sina ägg på land. Vandrande exemplar dokumenterades vid Indien, Karolinerna och Nya Zeeland. På land gömmer sig Laticauda saintgironsi ofta under stenar, mellan trädens rötter och i bon av kilstjärtslira.
På grund av urbanisering vid kusten som etablering av turistanläggningar blir lämpliga områden för äggläggning mindre och färre. Laticauda saintgironsi gömmer sig i korallrev och när korallreven försvinner saknar ormen skydd. Ormen är fortfarande vanligt förekommande. IUCN listar arten som livskraftig (LC).